# Диссингер, Кристиан
Кристиан Диссингер (нем. Christian Dissinger; род. 15 ноября 1991 года, Людвигсхафен-ам-Райн) — немецкий гандболист, выступает за венгерский клуб «Татабанья» на позиции левого полусреднего.

## Карьера

### Клубная
Первый свой контракт Кристиан Диссингер заключил в 2008 году с клубом Фризенхейм, который выступал в второй Бундеслиги. В 2011 году Кристиан Диссингер перешёл в швейцарский клуб Кадеттен-Шафхаузен, где сыграл 2 сезона и выиграл с клубом чемпионат Швейцарии по гандболу. В 2013 году Кристиан Диссингер перешёл в Атлетико Мадрид где провёл большую часть сезона, но в 2014 году перешёл ТуС Н-Люббекке. В 2015 году Кристиан Диссингер заключил контракт с клубом «Киль».

### В сборной
В сборной Германии Кристиан Диссингер дебютировал 9 марта 2013 года, в матче против Швейцарии. Руне Дамке за сборную Германии всего сыграл 12 матчей и забросил 37 мячей.

## Награды
- Чемпион Швейцарии: 2012
- Бронзовый призёр летних Олимпийских игр: 2016
- Победитель Лиги чемпионов: 2019

## Статистика
| Сезон                   | Клуб               | Лига         | Матчи | Голы | 7-метр | Голы |
| ----------------------- | ------------------ | ------------ | ----- | ---- | ------ | ---- |
| 2008/09                 | Фризенхейм         | 2 Бундеслига | 2     | 1    | 0      | 1    |
| 2009/10                 | Фризенхейм         | 2 Бундеслига | 30    | 23   | 0      | 23   |
| 2010/11                 | Фризенхейм         | Бундеслига   | 25    | 65   | 0      | 65   |
| 2011/12                 | Кадеттен-Шафхаузен | NLA          | 4     | 18   | 1      | 17   |
| 2012/13                 | Кадеттен-Шафхаузен | NLA          | 19    | 94   | 2      | 92   |
| 2013/14                 | ТуС Н-Люббекке     | Бундеслига   | 5     | 3    | 0      | 3    |
| 2014/15                 | ТуС Н-Люббекке     | Бундеслига   | 29    | 71   | 0      | 71   |
| 2015/16                 | ГК Киль            | Бундеслига   | 25    | 87   | 0      | 87   |
| 2016/17                 | ГК Киль            | Бундеслига   | 19    | 24   | 0      | 24   |
| 2017/18                 | ГК Киль            | Бундеслига   | 26    | 28   | 0      | 28   |
| 2018/19                 | ГК Киль            | Бундеслига   | 5     | 0    | 0      | 0    |
| 2008–2011, 2013-по н.в. | Итого              | Бундеслига   | 134   | 278  | 0      | 278  |